# Fryderyk Wilhelm Zoll
Fryderyk Wilhelm Zoll (niem. Friedrich Wilhelm Zoll; ur. 11 grudnia 1762 w Illingen, zm. 1 stycznia 1835 w Myślenicach) – urzędnik salinarny w Wieliczce i Bochni, protoplasta polskiej gałęzi rodziny Zollów.

## Życiorys
Urodził się 11 grudnia 1762 w rodzinie Johanna Zolla, właściciela winnicy w Illingen i Anny Sabiny z Vösslerów. W młodości opuścił rodzinną miejscowość i przeniósł się do Novych Košarisk koło Bratysławy, a następnie, około 1810, do Wieliczki. Podjął pracę w wielickim Urzędzie Górniczym. Początkowo zajmował posadę kontrolera w kancelarii szychtowej, a następnie, w latach 1816–1817, tymczasowego kierownika rachunków ds. materiałów beczkowych oraz kontrolera beczkowego. Równocześnie z pracą w wielickim urzędzie, pełnił urząd mistrza stemplowego w Urzędzie Stemplowym towarów komercjalnych w Bochni. W 1831 wzmiankowany jest jako tymczasowy czwarty wagomistrz w inspekcji górniczej. Na stanowisku wagomistrza pozostał, aż do śmierci. Informacja jakoby Zoll miał sprawować urząd burmistrza Myślenic, podana przez Irenę Homolę-Skąpską we wstępie do wspomnień jego wnuka, nie znajduje potwierdzenia w szematyzmach urzędników galicyjskich. 
Zmarł 1 stycznia 1835 w Myślenicach, gdzie mieszkał wówczas jego syn Józef Chrystian z rodziną. Został pochowany na miejskim cmentarzu parafialnym. Jego nagrobek został częściowo zdewastowany w 1949, a grób użyty do ponownego pochówku. W 1982, podczas inwentaryzacji cmentarza, natrafiono na resztki pomnika i umieszczono go na tymczasowym cokole. W 2011 został on odrestaurowany na podstawie rysunku Emila Kubali z 1947 i ustawiony przy głównej alei cmentarza, obok nagrobka księdza Mikołaja Wątorskiego. Renowację sfinansował prapraprawnuk Fryderyka Wilhelma – Andrzej Zoll.

## Życie prywatne
14 listopada 1797 w Gajarach poślubił Annę Marię Wenes (1766–1855), z którą miał trzech synów:
- Fryderyka;
- Józefa Chrystiana (1803–1872), radcę rachunkowego, nauczyciela, burmistrza Podgórza;
- Jana Antoniego (1804–), studenta teologii ewangelickiej, powstańca listopadowego.